# Convocazioni per il campionato mondiale di hockey su ghiaccio maschile 2012
Ciascuna squadra partecipante al Campionato mondiale di hockey su ghiaccio maschile 2012 consisteva in almeno 15 giocatori (attaccanti e difensori) e 2 portieri, mentre al massimo si poteva disporre di 22 giocatori e 3 portieri.

## Gruppo H (Helsinki)

### Bielorussia
Allenatore:  Kari Heikkilä
Lista dei convocati aggiornata all'11 maggio 2012.
| N. | Pos. | Nome                    | Anno | Alt. | Peso | Tiro | Squadra                  |
| -- | ---- | ----------------------- | ---- | ---- | ---- | ---- | ------------------------ |
| 1  | P    | Vital' Koval'           | 1980 | 188  | 97   | L    | Torpedo N. Novg.         |
| 5  | D    | Mikalaŭ Stasenka        | 1987 | 195  | 101  | R    | Severstal’               |
| 7  | D    | Uladzimir Dzianisaŭ - C | 1984 | 181  | 94   | L    | Dinamo Minsk             |
| 8  | A    | Andrėj Kolasaŭ          | 1989 | 195  | 100  | L    | Homel'                   |
| 10 | A    | Andrėj Michalëv         | 1978 | 182  | 91   | L    | Dinamo Minsk             |
| 11 | A    | Aljaksandr Kulakoŭ      | 1983 | 182  | 91   | L    | Dinamo Minsk             |
| 13 | A    | Sjarhej Drozd           | 1990 | 181  | 77   | L    | Dinamo Minsk             |
| 16 | A    | Andrėj Scjapanaŭ        | 1986 | 178  | 91   | R    | Amur Chabarovsk          |
| 18 | A    | Aljaksej Uharaŭ         | 1985 | 179  | 80   | L    | Torpedo N. Novg.         |
| 19 | A    | Dzmitryj Mjaleška       | 1982 | 182  | 81   | R    | Dinamo Minsk             |
| 22 | D    | Aleh Haroška            | 1989 | 178  | 76   | L    | Dinamo Minsk             |
| 23 | A    | Andrėj Kascicyn         | 1985 | 183  | 91   | L    | Nashville Predators      |
| 26 | A    | Andrėj Stas'            | 1988 | 189  | 88   | L    | Dinamo Minsk             |
| 28 | A    | Kanstanzin Kal'coŭ      | 1981 | 185  | 87   | L    | Salavat Julaev           |
| 31 | P    | Andrėj Mezin            | 1974 | 182  | 79   | L    | Dinamo Minsk             |
| 40 | P    | Dzmitryj Mil'čakaŭ      | 1986 | 183  | 78   | L    | Metallurg Žlobin         |
| 43 | D    | Viktar Kascjučonak      | 1979 | 188  | 99   | L    | Avtomobilist             |
| 71 | A    | Aljaksej Kaljužny - A   | 1977 | 178  | 84   | L    | Avangard Omsk            |
| 74 | A    | Sjarhej Kascicyn        | 1987 | 183  | 89   | L    | Nashville Predators      |
| 77 | A    | Aljaksandr Kitaraŭ      | 1987 | 190  | 90   | L    | Dinamo Minsk             |
| 82 | D    | Pavel Čarnavok          | 1986 | 197  | 108  | R    | Šachcёr Salihorsk        |
| 84 | A    | Michail Hraboŭski - A   | 1984 | 181  | 83   | L    | Toronto Maple Leafs      |
| 88 | A    | Jaŭhen Kovyršin         | 1986 | 178  | 77   | L    | Severstal’               |
| 89 | A    | Dzmitryj Korabaŭ        | 1989 | 190  | 101  | L    | Dinamo Minsk             |
| 92 | D    | Raman Hrabarenka        | 1992 | 191  | 93   | L    | Drummondville Voltigeurs |

LEGENDA:

P = Portiere, D = Difensore, A = Attaccante, L = sinistra, R = destra

### Canada
Allenatore:  Brent Sutter
Lista dei convocati aggiornata all'11 maggio 2012.
| N. | Pos. | Nome                | Anno | Alt. | Peso | Tiro | Squadra               |
| -- | ---- | ------------------- | ---- | ---- | ---- | ---- | --------------------- |
| 2  | D    | Duncan Keith        | 1983 | 185  | 88   | L    | Chicago Blackhawks    |
| 3  | D    | Dion Phaneuf - A    | 1985 | 190  | 98   | L    | Toronto Maple Leafs   |
| 4  | D    | Jay Bouwmeester     | 1983 | 193  | 99   | L    | Calgary Flames        |
| 5  | D    | Luke Schenn         | 1989 | 188  | 104  | R    | Toronto Maple Leafs   |
| 7  | D    | Kris Russell        | 1987 | 177  | 84   | R    | St. Louis Blues       |
| 9  | A    | Evander Kane        | 1991 | 188  | 88   | L    | Winnipeg Jets         |
| 10 | A    | Corey Perry         | 1985 | 190  | 95   | R    | Anaheim Ducks         |
| 14 | A    | Jordan Eberle       | 1990 | 183  | 84   | R    | Edmonton Oilers       |
| 15 | A    | Ryan Getzlaf - C    | 1985 | 193  | 100  | R    | Anaheim Ducks         |
| 16 | A    | Andrew Ladd         | 1985 | 188  | 91   | L    | Winnipeg Jets         |
| 20 | A    | John Tavares        | 1990 | 183  | 88   | L    | New York Islanders    |
| 22 | D    | Kyle Quincey        | 1985 | 188  | 94   | L    | Detroit Red Wings     |
| 24 | A    | Jamie Benn          | 1989 | 188  | 94   | L    | Dallas Stars          |
| 26 | A    | Teddy Purcell       | 1985 | 188  | 91   | R    | Tampa Bay Lightning   |
| 27 | D    | Ryan Murray         | 1993 | 184  | 90   | L    | Everett Silvertips    |
| 30 | P    | Cam Ward            | 1984 | 185  | 91   | L    | Carolina Hurricanes   |
| 33 | D    | Marc Methot         | 1985 | 190  | 100  | L    | Columbus Blue Jackets |
| 37 | A    | Ryan O'Reilly       | 1991 | 183  | 90   | L    | Colorado Avalanche    |
| 40 | P    | Devan Dubnyk        | 1986 | 198  | 88   | L    | Edmonton Oilers       |
| 41 | A    | Alexandre Burrows   | 1981 | 185  | 90   | L    | Vancouver Canucks     |
| 44 | D    | Marc-Édouard Vlasic | 1987 | 185  | 90   | L    | San Jose Sharks       |
| 53 | A    | Jeff Skinner        | 1992 | 180  | 87   | L    | Carolina Hurricanes   |
| 81 | A    | Patrick Sharp - A   | 1981 | 185  | 89   | R    | Chicago Blackhawks    |
| 93 | A    | Ryan Nugent-Hopkins | 1993 | 185  | 79   | L    | Edmonton Oilers       |

LEGENDA:

P = Portiere, D = Difensore, A = Attaccante, L = sinistra, R = destra

### Finlandia
Allenatore:  Jukka Jalonen
Lista dei convocati aggiornata al 9 maggio 2012.
| N. | Pos. | Nome               | Anno | Alt. | Peso | Tiro | Squadra             |
| -- | ---- | ------------------ | ---- | ---- | ---- | ---- | ------------------- |
| 4  | D    | Ossi Väänänen      | 1980 | 193  | 98   | L    | Jokerit             |
| 5  | D    | Lasse Kukkonen - A | 1981 | 184  | 90   | L    | Magnitogorsk        |
| 6  | D    | Topi Jaakola       | 1983 | 188  | 90   | L    | Luleå               |
| 7  | D    | Mikko Mäenpää      | 1983 | 178  | 79   | L    | Amur Chabarovsk     |
| 9  | A    | Mikko Koivu - C    | 1983 | 189  | 92   | L    | Minnesota Wild      |
| 12 | A    | Jani Tuppurainen   | 1983 | 180  | 80   | L    | JYP                 |
| 18 | A    | Jesse Joensuu      | 1987 | 191  | 90   | L    | HV71                |
| 19 | A    | Tuomas Kiiskinen   | 1986 | 173  | 73   | L    | KalPa               |
| 20 | A    | Janne Pesonen      | 1982 | 180  | 81   | L    | HIFK                |
| 21 | D    | Janne Niskala      | 1981 | 183  | 90   | L    | Atlant Mytišči      |
| 26 | A    | Jarkko Immonen     | 1982 | 181  | 95   | R    | Ak Bars Kazan’      |
| 27 | A    | Petri Kontiola     | 1984 | 182  | 92   | R    | Traktor Čeljabinsk  |
| 28 | A    | Anssi Salmela      | 1984 | 185  | 87   | L    | Avangard Omsk       |
| 30 | P    | Karri Rämö         | 1986 | 189  | 87   | L    | Avangard Omsk       |
| 31 | P    | Petri Vehanen      | 1977 | 186  | 82   | L    | Ak Bars Kazan’      |
| 32 | P    | Kari Lehtonen      | 1983 | 191  | 88   | L    | Dallas Stars        |
| 36 | A    | Jussi Jokinen - A  | 1983 | 181  | 86   | L    | Carolina Hurricanes |
| 37 | A    | Mika Pyörälä       | 1981 | 182  | 79   | L    | Frölunda            |
| 38 | D    | Juuso Hietanen     | 1985 | 180  | 85   | R    | Torpedo N. Novg.    |
| 39 | A    | Niko Kapanen       | 1978 | 177  | 80   | L    | Ak Bars Kazan’      |
| 40 | A    | Antti Pihlström    | 1984 | 180  | 82   | L    | Salavat Julaev      |
| 51 | A    | Valtteri Filppula  | 1984 | 182  | 84   | L    | Detroit Red Wings   |
| 56 | D    | Joonas Järvinen    | 1989 | 190  | 100  | L    | Lahti Pelicans      |
| 64 | A    | Mikael Granlund    | 1992 | 175  | 77   | L    | HIFK                |
| 71 | A    | Leo Komarov        | 1987 | 180  | 92   | L    | Dinamo Mosca        |

LEGENDA:

P = Portiere, D = Difensore, A = Attaccante, L = sinistra, R = destra

### Francia
Allenatore:  David Henderson
Lista dei convocati aggiornata al 7 maggio 2012.
| N. | Pos. | Nome                         | Anno | Alt. | Peso | Tiro | Squadra            |
| -- | ---- | ---------------------------- | ---- | ---- | ---- | ---- | ------------------ |
| 3  | D    | Vincent Bachet - A           | 1978 | 181  | 85   | L    | Gothiques d'Amiens |
| 4  | D    | Antonin Manavian             | 1987 | 191  | 100  | R    | Dragons de Rouen   |
| 7  | A    | Yorick Treille               | 1980 | 190  | 101  | R    | Sparta Praga       |
| 9  | A    | Damien Fleury                | 1986 | 179  | 81   | R    | Timrå              |
| 10 | A    | Laurent Meunier - C          | 1979 | 183  | 84   | R    | Straubing Tigers   |
| 14 | A    | Stéphane Da Costa            | 1989 | 180  | 82   | R    | Binghamton Sen.s   |
| 18 | D    | Yohann Auvitu                | 1989 | 181  | 85   | L    | JYP                |
| 19 | A    | Loïc Lamperier               | 1989 | 180  | 84   | L    | Dragons de Rouen   |
| 20 | D    | Maxime Moisand               | 1989 | 177  | 78   | R    | Odense Bulldogs    |
| 22 | A    | Brian Henderson              | 1986 | 180  | 82   | L    | Ducs d'Angers      |
| 24 | A    | Julien Desrosiers            | 1980 | 178  | 80   | L    | Dragons de Rouen   |
| 26 | A    | Charles Bertrand             | 1991 | 184  | 91   | R    | Lukko Rauma        |
| 27 | D    | Baptiste Amar                | 1979 | 183  | 87   | L    | Brûleurs de Loups  |
| 28 | A    | Damien Raux                  | 1984 | 179  | 84   | L    | Ducs d'Angers      |
| 32 | D    | Alexandre Rouleau            | 1983 | 185  | 90   | L    | Brûleurs de Loups  |
| 39 | P    | Cristobal Huet               | 1975 | 184  | 87   | L    | Friburgo-Gottéron  |
| 41 | A    | Pierre-Édouard Bellemare - A | 1985 | 182  | 87   | L    | Skellefteå AIK     |
| 42 | P    | Fabrice Lhenry               | 1972 | 180  | 83   | L    | Dragons de Rouen   |
| 49 | P    | Florian Hardy                | 1985 | 186  | 83   | L    | Chamonix           |
| 57 | D    | Antoine Roussel              | 1989 | 183  | 88   | L    | Chicago Wolves     |
| 71 | A    | Anthony Guttig               | 1988 | 186  | 82   | L    | Ducs de Dijon      |
| 74 | D    | Nicolas Besch                | 1984 | 179  | 87   | L    | KS Cracovia        |
| 77 | A    | Sacha Treille                | 1987 | 196  | 98   | L    | Sparta Praga       |
| 80 | A    | Teddy Da Costa               | 1986 | 181  | 80   | R    | GKS Tychy          |
| 84 | D    | Kévin Hecquefeuille          | 1984 | 184  | 86   | R    | Ginevra-Servette   |

LEGENDA:

P = Portiere, D = Difensore, A = Attaccante, L = sinistra, R = destra

### Kazakistan
Allenatore:  Andrej Šajanov
Lista dei convocati aggiornata al 3 maggio 2012.
| N. | Pos. | Nome                  | Anno | Alt. | Peso | Tiro | Squadra         |
| -- | ---- | --------------------- | ---- | ---- | ---- | ---- | --------------- |
| 1  | P    | Aleksej Ivanov        | 1988 | 186  | 85   | L    | Barys Astana    |
| 2  | D    | Roman Starčenko       | 1988 | 189  | 86   | L    | Barys Astana    |
| 4  | D    | Vitalij Novopašin - A | 1978 | 182  | 84   | L    | Barys Astana    |
| 5  | D    | Andrej Korabeinikov   | 1987 | 184  | 82   | L    | Kazcink-Torpedo |
| 7  | D    | Aleksej Litvinenko    | 1980 | 198  | 105  | L    | Barys Astana    |
| 8  | A    | Talgat Žajlauov - A   | 1985 | 174  | 80   | R    | Barys Astana    |
| 12 | D    | Denis Šemelin         | 1978 | 192  | 99   | L    | Kazcink-Torpedo |
| 18 | A    | Fëdor Poliščuk        | 1979 | 172  | 77   | L    | Barys Astana    |
| 20 | P    | Vitalij Kolesnik      | 1979 | 190  | 92   | L    | Salavat Julaev  |
| 21 | A    | Dmitrij Dudarev       | 1976 | 191  | 92   | R    | Kazcink-Torpedo |
| 23 | A    | Andrej Spiridonov     | 1982 | 180  | 95   | L    | Barys Astana    |
| 26 | A    | Konstantin Savenkov   | 1990 | 183  | 78   | L    | Kazcink-Torpedo |
| 27 | A    | Evgenij Bumagin       | 1982 | 182  | 84   | L    | Barys Astana    |
| 31 | P    | Vitalij Eremeev       | 1975 | 185  | 86   | L    | Barys Astana    |
| 36 | A    | Dmitrij Upper - C     | 1978 | 186  | 95   | R    | Atlant Mytišči  |
| 37 | D    | Evgenij Fadeev        | 1982 | 172  | 82   | L    | Barys Astana    |
| 48 | A    | Roman Starčenko       | 1986 | 178  | 82   | L    | Barys Astana    |
| 54 | A    | Aleksej Voroncov      | 1986 | 184  | 92   | L    | Barys Astana    |
| 55 | D    | Aleksej Trošinskij    | 1973 | 184  | 96   | L    | Vitjaz' Čechov  |
| 62 | A    | Vadim Krasnoslobodcev | 1983 | 190  | 91   | L    | Barys Astana    |
| 70 | D    | Vladislav Kolesnikov  | 1984 | 180  | 86   | L    | Kazcink-Torpedo |
| 75 | D    | Sergej Jakovenko      | 1976 | 185  | 97   | L    | Saryarka        |
| 81 | A    | Konstantin Puškarëv   | 1985 | 181  | 78   | L    | Barys Astana    |
| 85 | A    | Konstantin Romanov    | 1985 | 183  | 82   | L    | Barys Astana    |
| 88 | A    | Evgenij Rymarev       | 1988 | 175  | 76   | L    | Barys Astana    |

LEGENDA:

P = Portiere, D = Difensore, A = Attaccante, L = sinistra, R = destra

### Slovacchia
Allenatore:  Vladimír Vůjtek
Lista dei convocati aggiornata al 13 maggio 2012.
| N. | Pos. | Nome               | Anno | Alt. | Peso | Tiro | Squadra            |
| -- | ---- | ------------------ | ---- | ---- | ---- | ---- | ------------------ |
| 2  | P    | Peter Hamerlík     | 1982 | 187  | 78   | L    | Oceláři Trinec     |
| 4  | D    | Michal Sersen      | 1985 | 188  | 91   | L    | Sparta Praga       |
| 7  | D    | Ivan Baranka       | 1985 | 189  | 91   | L    | Spartak Mosca      |
| 18 | A    | Miroslav Šatan - A | 1974 | 188  | 87   | L    | Slovan Bratislava  |
| 19 | D    | Tomáš Starosta     | 1981 | 183  | 89   | L    | Jugra C.-M.        |
| 21 | A    | Libor Hudáček      | 1990 | 175  | 77   | R    | Slovan Bratislava  |
| 23 | D    | René Vydarený      | 1981 | 186  | 92   | L    | České Budějovice   |
| 25 | A    | Marek Hovorka      | 1984 | 177  | 83   | L    | Rytíři Kladno      |
| 26 | A    | Michal Handzuš     | 1977 | 193  | 98   | L    | San Jose Sharks    |
| 33 | D    | Zdeno Chára - C    | 1977 | 205  | 115  | R    | Boston Bruins      |
| 39 | P    | Július Hudáček     | 1988 | 183  | 95   | R    | Södertälje SK      |
| 43 | A    | Tomáš Surový       | 1981 | 183  | 95   | L    | CSKA Mosca         |
| 44 | D    | Andrej Sekera      | 1986 | 183  | 87   | L    | Buffalo Sabres     |
| 50 | P    | Ján Laco           | 1981 | 181  | 83   | L    | Lev Poprad         |
| 51 | D    | Dominik Graňák - A | 1983 | 182  | 78   | L    | CSKA Mosca         |
| 55 | A    | Mário Bližňák      | 1987 | 185  | 90   | L    | Sparta Praga       |
| 61 | A    | Milan Bartovič     | 1981 | 182  | 87   | L    | Bílí Tygři Liberec |
| 71 | A    | Juraj Mikúš        | 1987 | 187  | 91   | R    | Lev Poprad         |
| 78 | D    | Kristián Kudroč    | 1981 | 201  | 102  | R    | Sibir’ Novosibirsk |
| 81 | A    | Marcel Hossa       | 1981 | 187  | 100  | L    | Dinamo Riga        |
| 82 | A    | Tomáš Kopecký      | 1982 | 190  | 91   | L    | Florida Panthers   |
| 87 | A    | Marcel Haščák      | 1987 | 183  | 87   | R    | Košice             |
| 90 | A    | Tomáš Tatar        | 1990 | 177  | 80   | L    | G. Rapids Griffins |
| 91 | A    | Michel Miklík      | 1982 | 184  | 90   | R    | Košice             |
| 92 | A    | Branko Radivojevič | 1980 | 186  | 90   | R    | Atlant Mytišči     |

LEGENDA:

P = Portiere, D = Difensore, A = Attaccante, L = sinistra, R = destra

### Stati Uniti
Allenatore:  Scott Gordon
Lista dei convocati aggiornata all'11 maggio 2012.
| N. | Pos. | Nome              | Anno | Alt. | Peso | Tiro | Squadra               |
| -- | ---- | ----------------- | ---- | ---- | ---- | ---- | --------------------- |
| 2  | D    | Jeff Petry        | 1987 | 191  | 89   | R    | Edmonton Oilers       |
| 3  | D    | Jack Johnson - C  | 1987 | 185  | 105  | L    | Columbus Blue Jackets |
| 4  | D    | Cam Fowler        | 1991 | 185  | 89   | L    | Anaheim Ducks         |
| 8  | D    | Alex Goligoski    | 1985 | 180  | 82   | L    | Dallas Stars          |
| 9  | A    | Bobby Ryan        | 1987 | 188  | 95   | R    | Anaheim Ducks         |
| 11 | A    | Ryan Lasch        | 1987 | 175  | 80   | R    | Lahti Pelicans        |
| 13 | A    | Cam Atkinson      | 1989 | 170  | 78   | R    | Columbus Blue Jackets |
| 15 | A    | Joey Crabb        | 1983 | 185  | 86   | R    | Toronto Maple Leafs   |
| 18 | A    | Justin Abdelkader | 1987 | 185  | 98   | L    | Detroit Red Wings     |
| 19 | A    | Jim Slater - A    | 1982 | 183  | 91   | L    | Winnipeg Jets         |
| 20 | D    | Justin Braun      | 1987 | 188  | 91   | R    | San Jose Sharks       |
| 21 | A    | Kyle Okposo       | 1988 | 183  | 93   | R    | New York Islanders    |
| 23 | A    | J.T. Brown        | 1990 | 178  | 77   | R    | Tampa Bay Lightning   |
| 25 | A    | Craig Smith       | 1989 | 183  | 89   | R    | Nashville Predators   |
| 26 | A    | Paul Stastny      | 1985 | 183  | 93   | L    | Colorado Avalanche    |
| 27 | D    | Justin Faulk      | 1992 | 183  | 93   | R    | Carolina Hurricanes   |
| 31 | P    | Richard Bachman   | 1987 | 178  | 79   | L    | Dallas Stars          |
| 34 | D    | Chris Butler      | 1986 | 185  | 89   | L    | Calgary Flames        |
| 35 | P    | Jimmy Howard      | 1984 | 183  | 98   | L    | Detroit Red Wings     |
| 36 | P    | John Curry        | 1984 | 180  | 84   | L    | Hamburg Freezers      |
| 39 | A    | Patrick Dwyer     | 1983 | 180  | 79   | R    | Carolina Hurricanes   |
| 44 | A    | Nate Thompson - A | 1984 | 183  | 95   | L    | Tampa Bay Lightning   |
| 61 | A    | Kyle Palmieri     | 1991 | 180  | 88   | R    | Anaheim Ducks         |
| 67 | A    | Max Pacioretty    | 1988 | 188  | 89   | L    | Montreal Canadiens    |

LEGENDA:

P = Portiere, D = Difensore, A = Attaccante, L = sinistra, R = destra

### Svizzera
Allenatore:  Sean Simpson
Lista dei convocati aggiornata all'11 maggio 2012.
| N. | Pos. | Nome                  | Anno | Alt. | Peso | Tiro | Squadra             |
| -- | ---- | --------------------- | ---- | ---- | ---- | ---- | ------------------- |
| 5  | D    | Severin Blindenbacher | 1983 | 180  | 88   | R    | ZSC Lions           |
| 7  | D    | Mark Streit - C       | 1977 | 183  | 95   | L    | New York Islanders  |
| 10 | A    | Andres Ambühl         | 1983 | 178  | 86   | R    | ZSC Lions           |
| 11 | A    | Benny Plüss           | 1979 | 176  | 85   | L    | Friburgo-Gottéron   |
| 13 | D    | Félicien Du Bois      | 1983 | 187  | 82   | R    | Kloten Flyers       |
| 14 | A    | Roman Wick            | 1985 | 187  | 85   | L    | Kloten Flyers       |
| 20 | P    | Reto Berra            | 1987 | 194  | 89   | L    | Bienne              |
| 22 | A    | Nino Niederreiter     | 1992 | 184  | 94   | L    | New York Islanders  |
| 25 | A    | Thibaut Monnet        | 1982 | 182  | 83   | L    | ZSC Lions           |
| 30 | P    | Lukas Flüeler         | 1988 | 192  | 97   | L    | ZSC Lions           |
| 31 | D    | Mathias Seger - A     | 1977 | 181  | 86   | L    | ZSC Lions           |
| 32 | A    | Ivo Rüthemann - A     | 1976 | 173  | 77   | L    | Berna               |
| 40 | A    | Daniel Rubin          | 1985 | 180  | 77   | L    | Ginevra-Servette    |
| 43 | A    | Morris Trachsler      | 1984 | 183  | 90   | L    | Ginevra-Servette    |
| 47 | D    | Luca Sbisa            | 1990 | 188  | 93   | L    | Anaheim Ducks       |
| 48 | A    | Matthias Bieber       | 1986 | 180  | 82   | L    | Kloten Flyers       |
| 52 | P    | Tobias Stephan        | 1984 | 192  | 85   | L    | Ginevra-Servette    |
| 54 | D    | Philippe Furrer       | 1985 | 186  | 90   | L    | Berna               |
| 57 | D    | Goran Bezina          | 1980 | 189  | 99   | L    | Ginevra-Servette    |
| 70 | A    | Denis Hollenstein     | 1989 | 183  | 88   | L    | Kloten Flyers       |
| 72 | D    | Patrick von Gunten    | 1985 | 180  | 83   | L    | Kloten Flyers       |
| 82 | A    | Simon Moser           | 1989 | 188  | 94   | L    | Langnau Tigers      |
| 88 | A    | Kevin Romy            | 1985 | 182  | 88   | L    | Lugano              |
| 90 | D    | Roman Josi            | 1990 | 186  | 90   | L    | Nashville Predators |
| 96 | A    | Damien Brunner        | 1986 | 180  | 83   | R    | Zugo                |

LEGENDA:

P = Portiere, D = Difensore, A = Attaccante, L = sinistra, R = destra

## Gruppo S (Stoccolma)

### Danimarca
Allenatore:  Per Bäckman
Lista dei convocati aggiornata al 10 maggio 2012.
| N. | Pos. | Nome              | Anno | Alt. | Peso | Tiro | Squadra            |
| -- | ---- | ----------------- | ---- | ---- | ---- | ---- | ------------------ |
| 1  | P    | Patrick Galbraith | 1986 | 183  | 76   | L    | Espoo Blues        |
| 3  | D    | Philip Larsen     | 1989 | 183  | 86   | R    | Dallas Stars       |
| 4  | D    | Mads Bødker       | 1987 | 175  | 80   | L    | Leksand            |
| 5  | D    | Daniel Nielsen    | 1980 | 183  | 80   | R    | Hamburg Freezers   |
| 6  | D    | Stefan Lassen     | 1985 | 190  | 86   | L    | Malmö              |
| 8  | A    | Frederik Storm    | 1989 | 180  | 83   | L    | Herlev Hornets     |
| 12 | A    | Bjarke Møller     | 1985 | 184  | 85   | L    | Aalborg            |
| 13 | A    | Morten Green - C  | 1981 | 183  | 80   | L    | Malmö              |
| 14 | A    | Kirill Starkov    | 1987 | 184  | 95   | L    | SønderjyskE        |
| 18 | D    | Kasper Jensen     | 1987 | 190  | 93   | L    | BIK Karlskoga      |
| 23 | A    | Kim Lykkeskov     | 1983 | 175  | 76   | L    | SønderjyskE        |
| 26 | D    | Michael Eskesen   | 1986 | 182  | 80   | L    | Odense Bulldogs    |
| 29 | A    | Morten Madsen - A | 1987 | 190  | 87   | L    | MODO               |
| 30 | P    | Frederik Andersen | 1989 | 193  | 112  | L    | Frölunda           |
| 31 | P    | Simon Nielsen     | 1986 | 188  | 86   | L    | Lukko Rauma        |
| 33 | A    | Julian Jakobsen   | 1987 | 183  | 82   | L    | Södertälje SK      |
| 36 | A    | Jannik Hansen     | 1986 | 185  | 92   | R    | Vancouver Canucks  |
| 38 | A    | Morten Poulsen    | 1988 | 185  | 84   | L    | IK Oskarshamn      |
| 40 | A    | Jesper Jensen     | 1987 | 183  | 80   | L    | Hamburg Freezers   |
| 41 | D    | Jesper Jensen     | 1991 | 190  | 90   | L    | Rögle              |
| 44 | A    | Nichlas Hardt     | 1986 | 177  | 80   | L    | Jokerit            |
| 51 | A    | Frans Nielsen - A | 1984 | 183  | 84   | L    | New York Islanders |
| 81 | A    | Lars Eller        | 1989 | 185  | 90   | L    | Montreal Canadiens |
| 84 | D    | Philip Hersby     | 1984 | 181  | 86   | L    | Odense Bulldogs    |

LEGENDA:

P = Portiere, D = Difensore, A = Attaccante, L = sinistra, R = destra

### Germania
Allenatore:  Jakob Kolliker
Lista dei convocati aggiornata al 12 maggio 2012.
| N. | Pos. | Nome                | Anno | Alt. | Peso | Tiro | Squadra            |
| -- | ---- | ------------------- | ---- | ---- | ---- | ---- | ------------------ |
| 1  | P    | Dimitri Kotschnew   | 1981 | 184  | 84   | L    | Atlant Mytišči     |
| 2  | D    | Denis Reul          | 1989 | 193  | 107  | R    | Adler Mannheim     |
| 3  | D    | Justin Krueger      | 1986 | 190  | 101  | R    | Charlotte Checkers |
| 7  | D    | Florian Ondruschka  | 1987 | 188  | 90   | L    | Straubing Tigers   |
| 12 | D    | Christopher Fischer | 1988 | 180  | 86   | R    | Grizzlys Wolfsburg |
| 13 | D    | Christoph Schubert  | 1982 | 190  | 107  | L    | Hamburg Freezers   |
| 17 | A    | Marcus Kink         | 1985 | 186  | 98   | L    | Adler Mannheim     |
| 18 | A    | Kai Hospelt - A     | 1985 | 185  | 85   | L    | Grizzlys Wolfsburg |
| 19 | A    | Evan Kaufmann       | 1984 | 179  | 71   | R    | DEG Metro Stars    |
| 21 | A    | John Tripp          | 1977 | 192  | 103  | R    | Kölner Haie        |
| 24 | A    | André Rankel        | 1985 | 186  | 95   | L    | Eisbären Berlin    |
| 27 | D    | Kevin Lavallee      | 1981 | 190  | 94   | R    | Kölner Haie        |
| 29 | A    | Alexander Barta - A | 1983 | 180  | 82   | R    | Malmö              |
| 32 | P    | Dimitri Pätzold     | 1983 | 180  | 87   | L    | Hannover Scorpions |
| 37 | A    | Patrick Reimer      | 1982 | 179  | 84   | R    | DEG Metro Stars    |
| 39 | A    | Thomas Greilinger   | 1981 | 180  | 96   | R    | ERC Ingolstadt     |
| 44 | P    | Dennis Endras       | 1985 | 183  | 80   | L    | HIFK               |
| 47 | A    | Christoph Ullmann   | 1983 | 182  | 90   | L    | Adler Mannheim     |
| 55 | A    | Felix Schütz        | 1988 | 178  | 87   | L    | Kölner Haie        |
| 57 | A    | Marcel Goc - C      | 1983 | 185  | 92   | L    | Florida Panthers   |
| 67 | A    | Sebastian Furchner  | 1982 | 174  | 84   | L    | Grizzlys Wolfsburg |
| 77 | D    | Nikolai Goc         | 1986 | 182  | 98   | L    | Adler Mannheim     |
| 82 | D    | Sinan Akdag         | 1989 | 190  | 95   | L    | Krefeld Pinguine   |
| 86 | A    | Daniel Pietta       | 1986 | 184  | 92   | L    | Krefeld Pinguine   |
| 87 | A    | Philip Gogulla      | 1987 | 188  | 90   | L    | Kölner Haie        |

LEGENDA:

P = Portiere, D = Difensore, A = Attaccante, L = sinistra, R = destra

### Italia
Allenatore:  Rick Cornacchia
Lista dei convocati aggiornata al 10 maggio 2012.
| N. | Pos. | Nome                     | Anno | Alt. | Peso | Tiro | Squadra          |
| -- | ---- | ------------------------ | ---- | ---- | ---- | ---- | ---------------- |
| 4  | A    | Diego Iori               | 1986 | 168  | 75   | R    | Fassa Falcons    |
| 5  | D    | Roland Hofer             | 1990 | 182  | 80   | L    | Heinolan Kiekko  |
| 8  | A    | Marco Insam              | 1989 | 188  | 92   | R    | Bolzano          |
| 9  | A    | Derek Edwardson          | 1981 | 178  | 82   | R    | Bolzano          |
| 10 | A    | Giulio Scandella         | 1983 | 186  | 88   | R    | Val Pusteria     |
| 11 | A    | Nicola Fontanive         | 1985 | 167  | 74   | L    | Alleghe          |
| 15 | A    | Luca Felicetti           | 1981 | 165  | 85   | L    | Valpellice       |
| 16 | A    | Daniel Tudin             | 1978 | 184  | 92   | L    | Ritten-Renon     |
| 17 | A    | Alexander Egger - A      | 1979 | 186  | 88   | L    | Bolzano          |
| 18 | A    | Anton Bernard            | 1989 | 178  | 82   | R    | Bolzano          |
| 19 | D    | Matt De Marchi           | 1981 | 191  | 86   | L    | Västerås         |
| 23 | D    | Stefano Marchetti        | 1986 | 181  | 74   | L    | Asiago           |
| 24 | D    | Trevor Johnson           | 1982 | 179  | 87   | R    | Valpellice       |
| 26 | P    | Armin Helfer             | 1980 | 188  | 95   | L    | Val Pusteria     |
| 27 | D    | Thomas Larkin            | 1990 | 196  | 100  | R    | Colgate Raiders  |
| 28 | D    | Manuel De Toni - C       | 1979 | 181  | 87   | L    | Alleghe          |
| 30 | P    | Daniel Bellissimo        | 1984 | 187  | 81   | L    | BIK Karlskoga    |
| 34 | P    | Thomas Tragust           | 1986 | 183  | 83   | L    | Vipiteno Broncos |
| 35 | P    | Andreas Bernard          | 1990 | 183  | 80   | L    | SaiPa            |
| 41 | A    | Patrick Iannone          | 1982 | 180  | 84   | L    | Pontebba         |
| 44 | D    | Nicholas Plastino        | 1986 | 181  | 91   | R    | BIK Karlskoga    |
| 50 | D    | Christian Borgatello - A | 1982 | 174  | 79   | R    | Bolzano          |
| 71 | A    | Luca Ansoldi             | 1982 | 183  | 92   | R    | Milano Rossoblu  |
| 88 | A    | Vincent Rocco            | 1987 | 178  | 85   | L    | Alleghe          |
| 93 | A    | Robert Sirianni          | 1983 | 180  | 85   | R    | Valpellice       |

LEGENDA:

P = Portiere, D = Difensore, A = Attaccante, L = sinistra, R = destra

### Lettonia
Allenatore:  Ted Nolan
Lista dei convocati aggiornata al 3 maggio 2012.
| N. | Pos. | Nome                  | Anno | Alt. | Peso | Tiro | Squadra             |
| -- | ---- | --------------------- | ---- | ---- | ---- | ---- | ------------------- |
| 1  | P    | Māris Jučers          | 1987 | 182  | 83   | L    | Dinamo Riga         |
| 2  | D    | Rodrigo Laviņš        | 1974 | 178  | 80   | L    | Dinamo Riga         |
| 3  | D    | Jānis Andersons       | 1986 | 187  | 86   | L    | Liepājas Metalurgs  |
| 5  | A    | Jānis Sprukts - C     | 1989 | 189  | 86   | L    | Dinamo Riga         |
| 8  | D    | Oskars Bārtulis       | 1987 | 190  | 92   | L    | Adirondack Phantoms |
| 9  | A    | Roberts Bukarts       | 1990 | 183  | 88   | L    | Dinamo Riga         |
| 11 | D    | Kristaps Sotnieks     | 1987 | 184  | 76   | L    | Dinamo Riga         |
| 12 | A    | Andris Džeriņš        | 1988 | 185  | 72   | L    | Dinamo Riga         |
| 13 | D    | Guntis Galviņš        | 1986 | 187  | 82   | L    | Dinamo Riga         |
| 15 | A    | Ronalds Ķēniņš        | 1991 | 182  | 84   | R    | ZSC Lions           |
| 16 | A    | Kaspars Daugaviņš     | 1988 | 185  | 93   | R    | Ottawa Senators     |
| 17 | A    | Aleksejs Širokovs     | 1981 | 182  | 74   | L    | Kazcink-Torpedo     |
| 18 | A    | Kaspars Saulietis     | 1987 | 186  | 88   | L    | Neman Hrodna        |
| 21 | A    | Armands Bērziņš       | 1983 | 192  | 87   | R    | Junost Minsk        |
| 24 | A    | Miķelis Rēdlihs       | 1984 | 180  | 83   | R    | Dinamo Riga         |
| 26 | D    | Krišjānis Rēdlihs - A | 1981 | 189  | 93   | L    | Dinamo Riga         |
| 30 | P    | Ervīns Muštukovs      | 1984 | 184  | 80   | L    | Odense Bulldogs     |
| 31 | P    | Edgars Masaļskis      | 1980 | 176  | 85   | L    | Jugra C.-M.         |
| 44 | D    | Oskars Cibuļskis      | 1988 | 187  | 80   | L    | Dinamo Riga         |
| 47 | A    | Mārtiņš Cipulis       | 1980 | 180  | 80   | L    | Dinamo Riga         |
| 60 | A    | Juris Štāls           | 1982 | 191  | 94   | L    | Dinamo Riga         |
| 70 | A    | Miks Indrašis         | 1990 | 192  | 89   | R    | Riga 2000           |
| 81 | D    | Georgijs Pujacs - A   | 1981 | 184  | 83   | L    | Avangard Omsk       |
| 87 | A    | Gints Meija           | 1987 | 185  | 80   | L    | Dinamo Riga         |
| 91 | A    | Koba Jass             | 1990 | 183  | 87   | R    | Kazcink-Torpedo     |

LEGENDA:

P = Portiere, D = Difensore, A = Attaccante, L = sinistra, R = destra

### Norvegia
Allenatore:  Roy Johansen
Lista dei convocati aggiornata al 3 maggio 2012.
| N. | Pos. | Nome                       | Anno | Alt. | Peso | Tiro | Squadra           |
| -- | ---- | -------------------------- | ---- | ---- | ---- | ---- | ----------------- |
| 5  | D    | Juha Kaunismäki            | 1979 | 187  | 88   | L    | Stavanger Oilers  |
| 6  | D    | Jonas Holøs                | 1987 | 180  | 93   | R    | Växjö Lakers      |
| 8  | A    | Mads Hansen - A            | 1978 | 185  | 88   | L    | Brynäs            |
| 9  | A    | Marius Holtet              | 1984 | 186  | 88   | R    | Färjestad         |
| 10 | A    | Lars Erik Spets            | 1985 | 178  | 83   | L    | Lørenskog         |
| 15 | A    | Tommy Kristiansen          | 1989 | 190  | 96   | R    | HV71              |
| 19 | A    | Per-Åge Skrøder            | 1978 | 180  | 98   | L    | MODO              |
| 20 | A    | Anders Bastiansen - A      | 1980 | 190  | 93   | L    | Färjestad         |
| 21 | A    | Morten Ask                 | 1980 | 185  | 88   | L    | MODO              |
| 22 | A    | Martin Røymark             | 1988 | 184  | 86   | L    | Timrå             |
| 23 | D    | Mats Trygg                 | 1976 | 179  | 83   | R    | HV71              |
| 24 | A    | Andreas Martinsen          | 1990 | 190  | 100  | L    | Lillehammer IK    |
| 26 | A    | Kristian Forsberg          | 1986 | 185  | 90   | R    | MODO              |
| 30 | P    | Lars Haugen                | 1987 | 183  | 85   | L    | Šachcёr Salihorsk |
| 33 | P    | Pål Grotnes                | 1977 | 189  | 90   | L    | Stjernen Hockey   |
| 34 | P    | Lars Volden                | 1992 | 190  | 88   | L    | Espoo Blues       |
| 37 | D    | Lars Løkken Østli          | 1986 | 183  | 92   | R    | Storhamar Dragons |
| 39 | D    | Henrik Solberg             | 1987 | 190  | 100  | L    | Stavanger Oilers  |
| 40 | A    | Ken André Olimb            | 1989 | 179  | 84   | L    | Leksand           |
| 41 | A    | Patrick Thoresen           | 1983 | 180  | 84   | L    | SKA Pietroburgo   |
| 46 | A    | Mathis Olimb               | 1986 | 179  | 84   | L    | Frölunda          |
| 47 | D    | Alexander Bonsaksen        | 1987 | 180  | 83   | L    | Rögle             |
| 51 | A    | Mats Rosseli Olsen         | 1991 | 180  | 82   | L    | Frölunda          |
| 87 | D    | Ole-Kristian Tollefsen - C | 1984 | 188  | 94   | L    | MODO              |

LEGENDA:

P = Portiere, D = Difensore, A = Attaccante, L = sinistra, R = destra

### Rep. Ceca
Allenatore:  Alois Hadamczik
Lista dei convocati aggiornata all'11 maggio 2012.
| N. | Pos. | Nome               | Anno | Alt. | Peso | Tiro | Squadra             |
| -- | ---- | ------------------ | ---- | ---- | ---- | ---- | ------------------- |
| 1  | P    | Jakub Kovář        | 1988 | 184  | 91   | L    | České Budějovice    |
| 6  | D    | Tomáš Mojžíš       | 1982 | 186  | 89   | L    | TPS                 |
| 9  | A    | Milan Michálek     | 1984 | 188  | 102  | L    | Ottawa Senators     |
| 10 | A    | Martin Erat        | 1981 | 182  | 91   | L    | Nashville Predators |
| 12 | A    | Jiří Novotný - A   | 1983 | 188  | 97   | R    | Barys Astana        |
| 14 | A    | Tomáš Plekanec - C | 1982 | 178  | 89   | L    | Montreal Canadiens  |
| 22 | A    | Lukáš Kašpar       | 1985 | 189  | 97   | L    | Barys Astana        |
| 23 | D    | Ondřej Němec       | 1984 | 182  | 90   | R    | Severstal’          |
| 25 | D    | Lukáš Krajíček     | 1983 | 188  | 94   | L    | Dinamo Minsk        |
| 29 | P    | Petr Mrázek        | 1992 | 187  | 84   | L    | Ottawa 67's         |
| 30 | D    | Jakub Krejčík      | 1991 | 187  | 87   | L    | Slavia Praga        |
| 33 | P    | Jakub Štěpánek     | 1986 | 187  | 77   | L    | SKA Pietroburgo     |
| 36 | D    | Petr Čáslava       | 1979 | 194  | 100  | L    | CSKA Mosca          |
| 42 | A    | Petr Koukal        | 1982 | 177  | 84   | L    | Pardubice           |
| 44 | D    | Miroslav Blaťák    | 1982 | 182  | 78   | L    | Salavat Julaev      |
| 46 | A    | David Krejčí       | 1986 | 183  | 80   | R    | Boston Bruins       |
| 62 | A    | Petr Tenkrát       | 1977 | 182  | 83   | R    | Slavia Praga        |
| 67 | A    | Michael Frolík     | 1988 | 185  | 84   | L    | Chicago Blackhawks  |
| 73 | A    | Petr Průcha        | 1982 | 178  | 78   | R    | SKA Pietroburgo     |
| 80 | D    | Zdeněk Kutlák      | 1980 | 192  | 100  | L    | Ambrì-Piotta        |
| 82 | A    | Michal Vondrka     | 1982 | 185  | 86   | L    | Slavia Praga        |
| 83 | A    | Aleš Hemský        | 1983 | 183  | 84   | R    | Edmonton Oilers     |
| 87 | D    | Jakub Nakládal     | 1987 | 187  | 90   | R    | Salavat Julaev      |
| 88 | A    | Jakub Petružálek   | 1985 | 177  | 82   | R    | Amur Chabarovsk     |
| 93 | A    | Petr Nedvěd - A    | 1971 | 192  | 93   | L    | Bílí Tygři Liberec  |

LEGENDA:

P = Portiere, D = Difensore, A = Attaccante, L = sinistra, R = destra

### Russia
Allenatore:  Zinėtula Biljaletdinov
Lista dei convocati aggiornata al 17 maggio 2012.
| N. | Pos. | Nome                   | Anno | Alt. | Peso | Tiro | Squadra               |
| -- | ---- | ---------------------- | ---- | ---- | ---- | ---- | --------------------- |
| 1  | P    | Semën Varlamov         | 1988 | 182  | 88   | L    | Colorado Avalanche    |
| 5  | D    | Il'ja Nikulin - C      | 1982 | 191  | 100  | L    | Ak Bars Kazan’        |
| 6  | D    | Denis Denisov          | 1981 | 185  | 87   | L    | SKA Pietroburgo       |
| 7  | D    | Dmitrij Kalinin - A    | 1980 | 189  | 97   | L    | SKA Pietroburgo       |
| 8  | A    | Aleksandr Ovečkin      | 1985 | 188  | 99   | R    | Washington Capitals   |
| 11 | A    | Evgenij Malkin         | 1986 | 191  | 91   | L    | Pittsburgh Penguins   |
| 12 | D    | Nikita Nikitin         | 1986 | 191  | 89   | L    | Columbus Blue Jackets |
| 13 | A    | Pavel Dacjuk           | 1978 | 182  | 88   | L    | Detroit Red Wings     |
| 15 | A    | Aleksandr Svitov       | 1982 | 192  | 106  | L    | Salavat Julaev        |
| 19 | A    | Denis Kokarev          | 1985 | 178  | 80   | L    | CSKA Mosca            |
| 24 | A    | Aleksandr Popov        | 1980 | 189  | 86   | L    | Avangard Omsk         |
| 27 | A    | Aleksej Tereščenko - A | 1980 | 181  | 78   | L    | Ak Bars Kazan’        |
| 28 | A    | Aleksandr Sëmin        | 1984 | 189  | 92   | R    | Washington Capitals   |
| 30 | P    | Konstantin Barulin     | 1984 | 186  | 93   | L    | Atlant Mytišči        |
| 37 | A    | Aleksandr Perežogin    | 1983 | 179  | 96   | L    | Avangard Omsk         |
| 40 | P    | Michail Birjukov       | 1985 | 183  | 93   | L    | Jugra C.-M.           |
| 41 | A    | Nikolaj Kulëmin        | 1986 | 185  | 90   | L    | Toronto Maple Leafs   |
| 48 | D    | Evgenij Birjukov       | 1986 | 185  | 93   | L    | Magnitogorsk          |
| 52 | A    | Sergej Šikorov         | 1986 | 178  | 85   | R    | CSKA Mosca            |
| 74 | D    | Aleksej Emelin         | 1986 | 187  | 101  | L    | Montreal Canadiens    |
| 77 | D    | Evgenij Rjasenskij     | 1987 | 180  | 94   | L    | CSKA Mosca            |
| 80 | A    | Evgenij Ketov          | 1986 | 184  | 89   | L    | Severstal’            |
| 82 | D    | Evgenij Medvedev       | 1982 | 189  | 86   | L    | Ak Bars Kazan’        |
| 92 | A    | Evgenij Kuznecov       | 1992 | 190  | 85   | L    | Traktor Čeljabinsk    |
| 93 | A    | Nikolaj Žerdev         | 1984 | 186  | 99   | R    | Atlant Mytišči        |

LEGENDA:

P = Portiere, D = Difensore, A = Attaccante, L = sinistra, R = destra

### Svezia
Allenatore:  Pär Mårts
Lista dei convocati aggiornata al 12 maggio 2012.
| N. | Pos. | Nome                  | Anno | Alt. | Peso | Tiro | Squadra             |
| -- | ---- | --------------------- | ---- | ---- | ---- | ---- | ------------------- |
| 1  | P    | Jhonas Enroth         | 1988 | 180  | 75   | L    | Buffalo Sabres      |
| 4  | D    | Staffan Kronwall      | 1982 | 195  | 105  | L    | Severstal’          |
| 7  | D    | Niklas Kronwall       | 1981 | 183  | 86   | L    | Detroit Red Wings   |
| 10 | A    | Johan Larsson         | 1992 | 182  | 92   | L    | Brynäs              |
| 11 | A    | Daniel Alfredsson - C | 1972 | 182  | 79   | R    | Ottawa Senators     |
| 12 | A    | Fredrik Pettersson    | 1987 | 178  | 83   | R    | Frölunda            |
| 16 | A    | Calle Järnkrok        | 1991 | 181  | 79   | R    | Brynäs              |
| 20 | A    | Joel Lundqvist        | 1982 | 184  | 91   | L    | Frölunda            |
| 21 | A    | Loui Eriksson         | 1985 | 188  | 89   | L    | Dallas Stars        |
| 23 | A    | Niklas Persson        | 1979 | 188  | 93   | L    | CSKA Mosca          |
| 25 | A    | Viktor Stålberg       | 1986 | 191  | 95   | L    | Chicago Blackhawks  |
| 27 | A    | Patric Hörnqvist      | 1987 | 183  | 85   | R    | Nashville Predators |
| 28 | D    | Jonas Brodin          | 1993 | 185  | 92   | L    | Färjestad           |
| 30 | P    | Viktor Fasth          | 1982 | 183  | 87   | L    | AIK                 |
| 32 | A    | Marcus Krüger         | 1990 | 183  | 82   | L    | Chicago Blackhawks  |
| 33 | A    | Jakob Silfverberg     | 1990 | 186  | 89   | R    | Ottawa Senators     |
| 40 | A    | Henrik Zetterberg - A | 1980 | 182  | 90   | L    | Detroit Red Wings   |
| 44 | D    | Niklas Hjalmarsson    | 1987 | 191  | 94   | L    | Chicago Blackhawks  |
| 52 | D    | Jonathan Ericsson     | 1984 | 193  | 100  | L    | Detroit Red Wings   |
| 65 | D    | Erik Karlsson         | 1990 | 183  | 82   | R    | Ottawa Senators     |
| 77 | D    | Victor Hedman         | 1990 | 198  | 104  | L    | Tampa Bay Lightning |
| 92 | A    | Gabriel Landeskog - A | 1992 | 185  | 93   | L    | Colorado Avalanche  |
| 93 | A    | Johan Franzén         | 1979 | 191  | 101  | L    | Detroit Red Wings   |

LEGENDA:

P = Portiere, D = Difensore, A = Attaccante, L = sinistra, R = destra